# 小獵龍屬
小獵龍屬（屬名：Microvenator）意為「迷你的獵人」，是種獸腳亞目恐龍，化石被發現於蒙大拿州的Cloverly組，年代為早白堊紀。小獵龍是已知最原始的偷蛋龍科恐龍。如同其他小型獸腳類恐龍，小獵龍可能也是肉食性。小獵龍的化石極可能來自於未成年個體，並顯示這些未成年個體的生前身長約為4呎，而小獵龍的成年個體經估計接近10呎長。小獵龍是種原始偷蛋龍類，可能是其他偷蛋龍類的姊妹分類單元。
在1933年，巴納姆·布郎（Barnum Brown）將小獵龍的模式標本（編號AMNH 3041）挖掘、收集。但布郎將恐爪龍的牙齒混在標本之中，因此他認為這種動物擁有小型身體與大型頭部。因此，布郎將這些動物非正式地稱為"Megadontosaurus"，意為「有大型牙齒的蜥蜴」。布郎並做了這種動物的想像圖，但從未公佈牠們的名稱，如同其他的Cloverly組恐龍。小獵龍的模式標本包含：部分頭骨、手部、腳部、左腓骨、23節脊椎、4個肋骨、相當完整的腸骨、恥骨、股骨、脛骨、左腳踝、左肱骨、橈骨、與尺骨。在1970年，約翰·奧斯特倫姆（John Ostrom）敘述了這個模式標本，並正式命名為小獵龍；奧斯特倫姆並將耶魯大學皮柏第博物館的一顆牙齒（編號YPM 5366標本）歸類於小獵龍。奧斯特倫姆還命名了其他的Cloverly組恐龍，例如：恐爪龍、蜥結龍、以及腱龍。在1998年，彼得·馬克維奇（Peter Mackovicky）與漢斯·戴爾特·蘇伊士（Hans-Dieter Sues）的一份詳盡的專題論文，公布了布朗的最初想像圖。他們無法確認編號YPM 5366標本是否屬於小獵龍。但他們確定小獵龍屬於偷蛋龍下目，並且是北美洲已知最早的偷蛋龍類。